# ميجان تشاربينتير
ميجان تشاربينتير (بالإنجليزية: Megan Charpentier)‏ هي ممثلة أمريكية وكندية، ولدت في 26 مايو 2001 بنيو ويستمينيستر في كندا.

## أعمال

### أفلام
- (2011) ذات الرداء الأحمر[5]
- (2012)  الجزاء[6]
- (2013) ماما[7]

## وصلات خارجية
- ميجان تشاربينتير على موقع IMDb (الإنجليزية)
- ميجان تشاربينتير على موقع قاعدة بيانات الفيلم (الإنجليزية)
- ميجان تشاربينتير على موقع ليتربوكسد (الإنجليزية)
- ميجان تشاربينتير على موقع كينوبويسك (الروسية)